# Blepephaeus varius
Blepephaeus varius là một loài bọ cánh cứng trong họ Cerambycidae.